# Frederik Madsen
Frederik Rodenberg Madsen (Furesø, 22 januari 1998) is een Deens baan- en wegwielrenner die onder meer enkele jaren bij Team DSM reed.

## Carrière
Als junior werd Madsen in 2015 derde op het nationale kampioenschap op de weg en negende in het eindklassement van de Keizer der Juniores. Op de baan werd hij dat jaar, samen met Tim Cronqvist, Rasmus Pedersen en Niklas Larsen, tweede op het Europese kampioenschap ploegenachtervolging. Daarnaast werd hij in 2016 tweede op het nationale kampioenschap tijdrijden en won hij de wegwedstrijd. Drie maanden later won hij individuele tijdrit in de Keizer der Juniores.
In maart 2016 werd Madsen, met de Deense selectie, derde in de ploegenachtervolging op het wereldkampioenschap. In diezelfde discipline behaalde hij, samen met Lasse Norman Hansen, Casper von Folsach en Niklas Larsen, de bronzen medaille op de Olympische Spelen. In december van dat jaar won hij met Von Folsach de koppelkoers tijdens de nationale kampioenschappen.
In 2017 won hij de ploegenachtervolging tijdens de wereldbekermanche in het Colombiaanse Cali. In mei won hij de tweede etappe van de Paris-Arras Tour.

## Baanwielrennen

### Palmares
| Jaar     | DK          | EK                   | WK                   | Overig                                                          |
| Junioren | Junioren    | Junioren             | Junioren             | Junioren                                                        |
| -------- | ----------- | -------------------- | -------------------- | --------------------------------------------------------------- |
| 2015     |             | Ploegenachtervolging |                      |                                                                 |
| Elite    |             |                      |                      |                                                                 |
| 2016     | Ploegkoers  |                      | Ploegenachtervolging | OS: Ploegenachtervolging                                        |
| 2017     |             |                      |                      | WB Cali: Ploegenachtervolging                                   |
| 2018     |             |                      | Ploegenachtervolging |                                                                 |
| 2019     |             | Ploegenachtervolging |                      | WB Minsk: Ploegenachtervolging WB Glasgow: ploegenachtervolging |
| 2020     | koppelkoers |                      | Ploegenachtervolging |                                                                 |
| 2021     |             |                      |                      |                                                                 |
| 2022     |             |                      |                      |                                                                 |
| 2023     |             |                      | Ploegenachtervolging |                                                                 |
| 2024     |             | ploegenachtervolging | ploegenachtervolging |                                                                 |

## Wegwielrennen

### Overwinningen
2016
 Deens kampioen op de weg, Junioren
2e etappe deel A Keizer der Juniores
2017
2e etappe Paris-Arras Tour
2019
Eschborn-Frankfurt U23
Skive-Løbet
 Deens kampioen op de weg, Beloften
2020
2e etappe Bałtyk-Karkonosze-Tour

## Ploegen
- 2017 –  Team Giant-Castelli
- 2018 –  Team ColoQuick
- 2019 –  Team ColoQuick
- 2020 –  Uno-X Norwegian Development Team
- 2022 –  Team DSM
- 2023 –  Team DSM

Almindsø · Christiansen · von Folsach · Hardahl · Johansen · Larsen · Lyhne · Madsen · Moberg · Price-Pejtersen · Salby · Vingegaard · Vinjebo · Wallin
Arensman · Arndt · Bardet · Bittner (vanaf 1/8) · Bol · Brenner · Combaud · Dainese · Degenkolb · Denz · Donovan · Eekhoff · Hamilton · Heinschke · Hvideberg · A. Kragh Andersen · S. Kragh Andersen · Leknessund · Markl · Mayrhofer · Naberman · Nieuwenhuis · Pedersen · Rodenberg · Stork · Tusveld · van Uden (vanaf 1/8) · Vandenabeele · Vermaerke · Welsford
Andresen · Bardet · Bevin · Bittner · Brenner · Combaud · Dainese · Degenkolb · Dinham · Edmondson · Eekhoff · Hamilton · Heinschke · Hvideberg · Leknessund · Markl · Mayrhofer · Milesi · Naberman · Onley · Poole · Rodenberg · Stork · Tusveld · van Uden · Vandenabeele · Vanhoucke (tot 14/8) · Vermaerke · Welsford